# گلاریول خاوری
گلاریول خاوری (نام علمی: Glareola maldivarum) نام یک گونه از سرده گلاریول‌ها است.